# Vladimír Koza
Vladimír Koza (4. července 1954 Plzeň – 17. června 2012 Plzeň) byl český lékař, specializací hematoonkolog, který se podílel na založení Nadace pro transplantaci kostní dřeně a Českého národního registru dárců dřeně (ČNRDD). V roce 1991 provedl v Plzni jednu z prvních transplantací kostní dřeně v Československu.
Vystudoval gymnázium a poté v roce 1979 medicínu na Lékařské fakultě Univerzity Karlovy v Praze. Poté nastoupil do hematologické laboratoře v Plzni. V roce 1986 přešel na interní kliniku Lochotín. V plzeňské fakultní nemocnici v roce 1994 založil hematologicko - onkologické oddělení a stal se zde primářem.
Oženil se ještě v době studií, manželka je psycholožka. Narodily se jim dvě dcery, které pracují jako logopedka a lékařka s oční specializací.
Zemřel na rakovinu v červnu 2012, bylo mu 57 let. Dne 28. října 2012 získal za svou práci in memoriam medaili Za zásluhy.
| „               | Nakonec je jedno, co děláte, když život umožní, že to trochu vede k dobrému. | “ |
| — Vladimír Koza |                                                                              |   |